# Jim Sherwood
Jim Sherwood, rodným jménem Euclid James Sherwood (8. května 1942, Arkansas City, Kansas, Spojené státy americké – 25. prosince 2011), známý pod přezdívkou Motorhead; byl americký saxofonista, zpěvák a hráč na tamburínu. Proslavil se jako člen experimentální rockové skupiny The Mothers of Invention, ve které hrál v šedesátých letech dvacátého století. Po rozpadu Mothers doprovázel jejich vůdce Franka Zappu. Později spolupracoval také s dalšími členy skupiny Mothers of Invention ve skupině The Grandmothers. Zemřel v roce 2011 ve věku devětašedesáti let.

## Diskografie

### The Mothers of Invention
- Freak Out! (Verve, 1966)
- Absolutely Free (Verve, 1967)
- We're Only in It for the Money (Verve, 1967)
- Cruising with Ruben & the Jets (Verve, 1968)
- Uncle Meat (Bizarre, 1969)
- Burnt Weeny Sandwich (Bizarre, 1970)
- Weasels Ripped My Flesh (Bizarre, 1970)
- Ahead of Their Time (Rykodisc, 1993)

### Frank Zappa
- Lumpy Gravy (Verve, 1967)
- You Are What You Is (Barking Pumpkin, 1981)
- You Can't Do That on Stage Anymore, Vol. 1 (Rykodisc, 1988)
- You Can't Do That on Stage Anymore, Vol. 4 (Rykodisc, 1991)
- You Can't Do That on Stage Anymore, Vol. 5 (Rykodisc, 1992)
- Civilization Phaze III (Barking Pumpkin, 1994)
- Läther (Rykodisc, 1996)
- Mystery Disc (Rykodisc, 1998)
- The MOFO Project/Object (Zappa, 2006)

### Ruben and the Jets
- For Real! (Mercury, 1973)

### The Grandmothers
- Grandmothers (Line, 1981)
- Lookin' Up Granny's Dress (Rhino, 1982)
- A Mother of an Anthology (One Way, 1993)

### Ant-Bee
- Snorks & Wheezes (K7, 1993)
- The @x!#*% of.... (K7, 1993)
- With My Favorite "Vegetables" and Other Bizarre Music (Divine, 1994)
- Lunar Musik (Divine Records, 1995)

### Don Preston
- Vile Foamy Ectoplasm (Muffin, 1993)

### Sandro Oliva
- Who the Fuck Is Sandro Oliva?!? (Muffin, 1995)

## Filmografie
- 200 Motels (1971)
- Video from Hell (1985)
- Uncle Meat (1987)
- The True Story of Frank Zappa's 200 Motels (1989)